# Tauschendorf (Kronach)
Tauschendorf ist ein Gemeindeteil der Kreisstadt Kronach im Landkreis Kronach (Oberfranken, Bayern).

## Geographie
Der Weiler Tauschendorf bildet mit Fischbach im Norden eine geschlossene Siedlung. Durch den Ort fließt der Fischbach, ein linker Zufluss der Rodach, und der Weihersgraben, der im Ort als linker Zufluss in den Fischbach mündet. Im Osten steigt das Gelände zur Lindig (487 m ü. NHN) an. Die Kreisstraße KC 12 führt nach Planersgut (1 km nordöstlich) bzw. nach Wötzelsdorf (0,9 km südöstlich). Ein Anliegerweg führt nach Grünlinden (0,7 km südwestlich).

## Geschichte
Gegen Ende des 18. Jahrhunderts gab es in Tauschendorf 5 Anwesen (1 Hof, 4 Güter). Das Hochgericht übte das Rittergut Fischbach in begrenztem Umfang aus. Es hatte ggf. an das bambergische Centamt Stadtsteinach auszuliefern. Die Dorf- und Gemeindeherrschaft hatte das Rittergut Fischbach inne. Die Grundherrschaft über die Anwesen hatte der Langheimer Amtshof.
Mit dem Gemeindeedikt wurde Tauschendorf dem 1808 gebildeten Steuerdistrikt Fischbach und der 1818 gebildeten Ruralgemeinde Fischbach zugewiesen. Am 1. Mai 1978 wurde Tauschendorf im Zuge der Gebietsreform in Bayern in Weißenbrunn eingegliedert.

### Einwohnerentwicklung
| Jahr      | 001818 | 001861 | 001871 | 001885 | 001900 | 001925 | 001950 | 001961 | 001970 | 001987 |
| Einwohner | 28     | 34     | 36     | 33     | 27     | 26     | 26     | 14     | 19     | 17     |
| Häuser    | 5      |        |        | 4      | 4      | 4      | 4      | 4      |        | 5      |
| Quelle    | [ 5 ]  | [ 7 ]  | [ 8 ]  | [ 9 ]  | [ 10 ] | [ 11 ] | [ 12 ] | [ 13 ] | [ 14 ] | [ 1 ]  |

## Religion
Der Ort ist seit der Reformation evangelisch-lutherisch geprägt und nach St. Jakobus (Fischbach) gepfarrt.